# Бернардо Довіці да Бібб'єна
Бернардо Довіці да Бібб'єна (італ. Bernardo Dovizi da Bibbiena; 4 серпня 1470 року, Бібб'єна — 9 листопада 1520 року, Рим) — італійський кардинал, дипломат і драматург.
Був при дворі Медічі у Флоренції. Автор п'єси «Каландрія».

## Біографія
Бернардо народився у родині Довіці, володарів Бібб'єни, столиці області Казентіно в Ареццо, тому Франческо Довіці (італ. Francesco Dovizi) та Франческа Нутарріні (італ. Francesca Nutarrini) його також називали «кардиналом Бібб'єною» або просто «Бібб'єною» (італ. il Bibbiena).

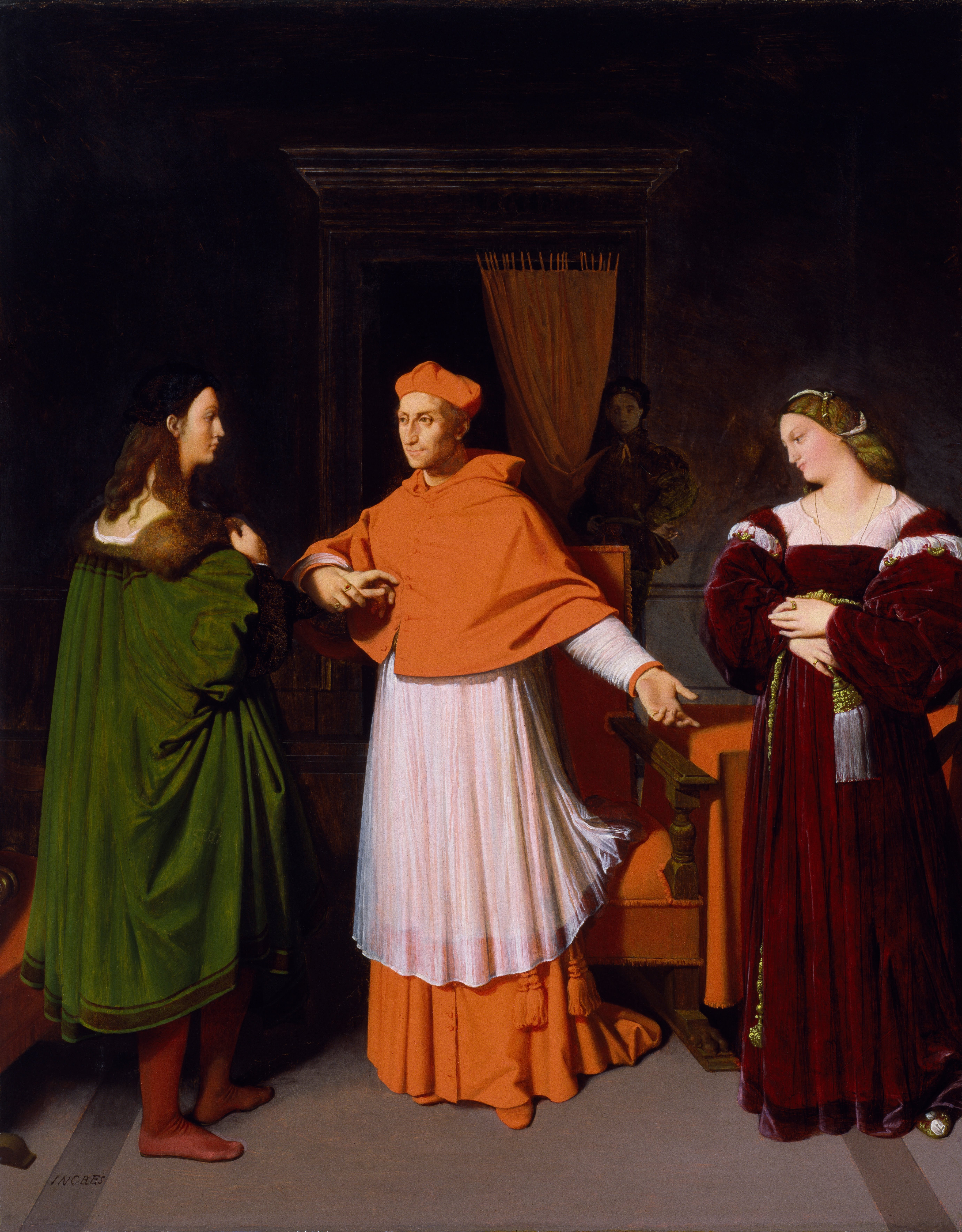
«Заручини Рафаеля та племінниця кардинала Бібб'єни»: кардинал Бібб'єна представляє свою племінницю як наречену для Рафаеля, демонструючи надзвичайну пошану, яку кардинал відчував до молодого художника. Жан-Огюст-Домінік Енгр (1813—1814)

Він був впливовою людиною при дворі Медічі, пов'язавши свою долю з герцогською сім'єю, навіть тоді, коли П'єро Медічі, першого сина Лоренцо Чудового, вигнали із Флоренції в 1494 році за часів перебування французького короля Карла VIII в Італії.
Бернардо поїхав, як секретар, за кардиналом Джованні де Медічі, майбутнім Папою Левом X, у вигнання до двору Гвідобальдо да Монтефельтро в Урбіно. Саме в Урбіно, яке перейшло під правління Франческо Марії I делла Ровере, Бібб'єна мав нагоду познайомитися з великими митцями цього двору, такими як Франческо ді Джорджіо Мартіні, Лаурана, і Балтазаром Кастільйоне, який сприяв сценічному успіху його єдиної комедії «Каландрія», поставленої в Урбіно в 1513 році.
Бібб'єна також фігурує в найважливішому творі Кастільйоне «Придворний» як один із головних співрозмовників.
Він був пов'язаний з маркізою Мантуї Ізабеллою д'Есте, сина якої Федеріко II Гонзаґа відправили до Риму до папського двору як запоруку звільнення його батька Франческо II Гонзаґа під протекцією самого кардинала.
Після обрання Лева X папою, Бібб'єна поїхав за ним до Риму. На консисторії 23 вересня 1513 року його одягнули у кардинальський пурпур, а наступного 29 вересня він отримав капелюх і дияконію Санта-Марія-ін-Портико. Як друг і співробітник Лева X (який жартома називав його Alter Papa), Бібб'єні довіряли папське листування та делікатні дипломатичні місії. Серед інших обов'язків він був легатом до Франції в 1515, 1518 і знову в 1520 роках. Він був легатом до Умбрії в 1517 році.
Повернувшись із Парижа, Бернардо Довіці да Бібб'єна помер у Римі, ймовірно, отруєний у 1520 році. Його поховали в базиліці Санта-Марія-ін-Арачелі.

## Праці
- «Каландрія»

## Виноски
1. 1 2  Patrizi G. Dizionario Biografico degli Italiani — 1992. — Vol. 41.
2. 1 2 3  Bibliothèque nationale de France BNF: платформа відкритих даних — 2011.
3. ↑  Catholic-Hierarchy.org — USA: 1990.
4. 1 2 3 4 5 6 7  DOVIZI, Bernardo, detto il Bibbiena in "Dizionario Biografico". www.treccani.it (it-IT) . Процитовано 30 вересня 2022.